# Bister (gemeente)
Bister is een gemeente en plaats in het Zwitserse kanton Wallis en maakt deel uit van het district Östlich Raron.
Bister telt 30 inwoners. Het dorp bevindt zich in het aan de zuidzijde van het Rhonedal en ligt aan de voet van de Bättlihorn. Buurgemeenten zijn Grengiols in het oosten en Mörel-Filet in het noorden. Vanuit Bister loopt er een verharde weg naar beide dorpen. 